# 阿夫里库尔 (瓦兹省)
阿夫里库尔（法語：Avricourt，法語發音：[avʁikuʁ]）是法国瓦兹省的一个市镇，属于贡比涅区。

## 地理
阿夫里库尔（49°39'20"N, 2°51'45"E）面积7.01 平方千米，位于法国上法蘭西大區瓦兹省，该省份为法国北部内陆省份，北起索姆省，西接厄尔省和滨海塞纳省，南至塞纳-马恩省和瓦兹河谷省，东临埃纳省。
与阿夫里库尔接壤的市镇（或旧市镇、城区）包括：阿米、博略莱方丹、康多尔、马尔尼欧瑟里斯、鲁瓦格利斯、韦尔皮利耶尔。

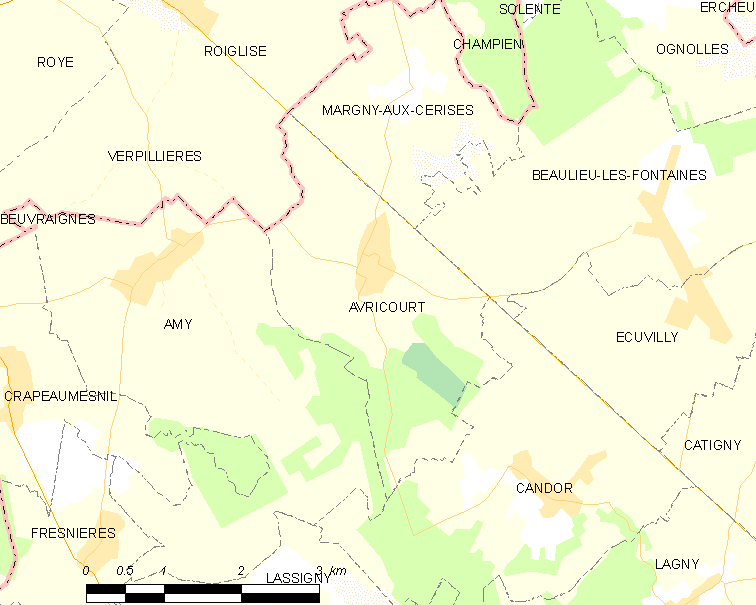
的OSM定位图

阿夫里库尔的时区为UTC+01:00、UTC+02:00（夏令时）。

## 行政
阿夫里库尔的邮政编码为60310，INSEE市镇编码为60035。

## 政治
阿夫里库尔所属的省级选区为图罗特县。

## 人口

1962-2008年间人口变化图示

阿夫里库尔于2022年1月1日时的人口数量为237人。